# Кубок Уолтера А. Брауна
Кубок Уолтера А. Брауна (англ. Walter A. Brown NBA Championship Trophy) — трофей чемпионов Национальной баскетбольной ассоциации (до 1949 года называвшейся Баскетбольная ассоциация Америки (БАА)), им награждалась команда, победившая в финальной серии игр плей-офф с 1949 по 1977. Команда победитель оставляла кубок в своём распоряжении на один год, до следующего финала, аналогично Кубку Стэнли в НХЛ (традиция передачи кубка до сих пор сохранилась).

## Описание
Изначально кубок именовался Кубком победителей финала плей-офф НБА, однако в 1964 он был назван в честь Уолтера А. Брауна, владельца клуба Бостон Селтикс — инициатора объединения Национальной баскетбольной лиги и Баскетбольной ассоциации Америки в НБА в 1949 году. С сезона 1977/78 дизайн кубка изменили на новый, сохранив при этом имя трофея. В отличие от первого кубка, новый оставался у команды чемпиона навсегда взамен которого изготавливался новый кубок ежегодно. В сезоне 1983/84 изменили и название награды чемпионов НБА на Кубок Ларри О’Брайена.

## Победители
Первым обладателем кубка стали баскетболисты Филадельфия Уорриорз, обыгравшие в финале 1946/47 Чикаго Стэгс. Бостон Селтикс завоёвывали кубок 13 раз, непревзойдённый результат в лиге. С 1957 по 1969, они одерживали победу в Финале Плей-офф 11 раз из 13, причём восемь побед из них — подряд. Последним обладателем трофея стал клуб Филадельфия-76, победивший Лос-Анджелес Лейкерс в финале сезона 1982/83.